# Rhopalotenes
Rhopalotenes es un género de polillas tortrícidas categorizado en la tribu Schoenotenini, de la subfamilia Tortricinae. Fue descrito por Diakonoff en 1960.

## Especies
- Rhopalotenes argyrolemma (Diakonoff, 1954)
- Rhopalotenes halirrhothia (Meyrick, 1938)
- Rhopalotenes irresoluta (Diakonoff, 1954)
- Rhopalotenes platyptila (Diakonoff, 1954)